# Частные биологические науки
Частные биологические науки — науки, на которые разделяют биологию по исследуемым таксонам: ботаника, зоология, бактериология, вирусология и другие (в том числе более дробные). Каждая из этих частных наук имеет свою анатомию, морфологию, цитологию, генетику и т.д.. В определённом смысле частные биологические науки противопоставляются общей биологии. Классификация биологических наук на общую и частные также поддерживается экологом Иоганзеном Б. Г. . Другой способ классификации по исследуемым свойствам организма, тогда под частными биологическими науками могут пониматься части общей биологии, но применительно к конкретному организму или их группе.

## История
Одни из первых работ по ботанике — работы И. Бока (1494—1554) и О. Брунфельс (1488—1534). В области зоологии выделяются работы У. Альдрованди (1522—1605).
Специальная биология возникла из описательной биологии , наиболее раннего раздела биологии, который сосредотачивался на описании видимых признаках организмов.
Благодаря, описательной биологии сформировался единый, целостный взгляд на многообразный мир живой природы. В развитии биологии обычно выделяют три основных этапа:
1. этап систематики (начиная с К. Линней), что стало основой частной (или специальной) биологии
2. эволюционный этап (начиная с Ч. Дарвин), что стало основой общей биологии
3. этап биологии микромира (начиная с Г. Мендель), что стало основой микробиологии, а затем молекулярной биологии

## Классификация разделов по преобладающим методам
По преобладающим методам можно различать:
1. описательную биологию
2. экспериментальную биологию
3. теоретическую биологию [7]

Эрвин Бауэр связывает описательную (и экспериментальную) биологию со специальной, а общию с теоретической. Называя следующию причину:

Теоретическая обработка какого-либо явления заключается именно в том, что мы из большого многообразия специальных конкретных явлений абстрагируем общие, закономерное и исследуем эту частную отвлеченную закономерность. … Если полученный таким образом абстрагированный общий закон действительно оправдывается … на опыте или эксперименте … , тогда этот абстрактный закон делается достоянием теоретической науки. В этом смысле мы и говорим о теоретической науке в противоположность экспериментальной или описательной. Об описательной или экспериментальной науке мы, напротив, говорим тогда, когда исходя из наблюдений и отдельных экспериментальных результатов, мы собираем фактический материал для теоретической науки, обобщая его, приходим к общим закономерностям.

## Современное состояние
Дэвид А. Гримолди и Майкл С. Энгель предполагают, что описательная биология в настоящее время недооценивается и неправильно понимается. «Во-первых, организм, объект, или вещество не описаны в вакууме, а описываются по сравнению с другими организмами, объектами, и веществами. Сравнительный метод оценивает изменение среди отдельных вещей, и организует его в системы и классификации, которые используются для того, чтобы сделать предсказания. […] Во-вторых, описательная наука — не обязательно не использует высокие технологии, и высокие технологии не обязательно лучше. […] Наконец, теория хороша настолько сколько, она объясняет и дает свидетельства (то есть, описания).» 
Несмотря на то, что сами по себе микробиология, ботаника или зоология являются частной биологией их подразделы можно также разделить на общие/частные, но уже на другом уровне:

Частная микробиология, ботаника или зоология занимается множеством отдельных видов и естественной системой их родства (систематика, или таксономия). Общая микробиология, ботаника или зоология по возможности абстрагируется от видовых особенностей организмов; главные ветви этих наук — морфология, изучающая структуру, и физиология, занимающаяся функциями организмов (физиология обмена веществ, роста, развития, движения, органов чувств).